# Список дипломатических миссий в Науру

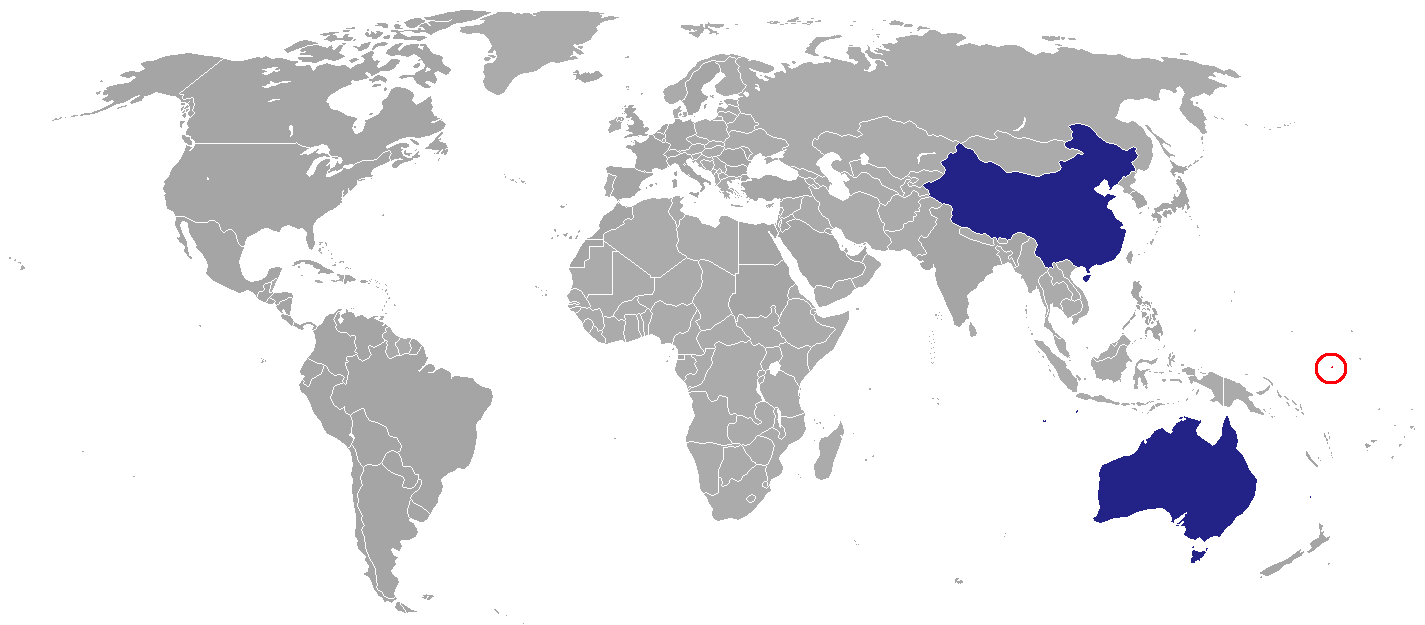
Дипломатические миссии в Науру

Дипломатические представительства и консульские учреждения в Науру — список дипломатических миссий в Науру.
Науру — одна из самых маленьких республик в мире. Ранее Республика Науру была довольно богатой страной, благодаря роялти, собранных при добыче горнодобывающей промышленностью фосфатов.

## Посольства
- Китайская Республика — Ярен (фактически столичный округ)[1]
- Австралия — Айво[2]

## Посольства не в Науру
- Австрия (Канберра)
- Бельгия (Канберра)
- Бразилия (Канберра)
- Великобритания (Сува)
- Германия (Канберра)
- Дания (Канберра)
- Индия (Сува)[3]
- Ирландия (Нью-Йорк)
- Израиль (Иерусалим)
- Италия (Канберра)
- Канада (Канберра)
- Колумбия (Токио)
- Лесото (Токио)
- Малайзия (Сува)
- Нидерланды (Канберра)
- Новая Зеландия (Сува)
- Россия (Канберра)
- США (Сува)
- Чехия (Манила)
- Финляндия (Канберра)
- Франция (Сува)
- Филиппины (Канберра)
- ЮАР (Канберра)
- Республика Корея (Сува)
- Япония (Сува)